# Dosithée de Samarie
Pour les articles homonymes, voir Dosithée.
Dosithée ou Dositheos (« don de Dieu » en grec) était un chef religieux samaritain, fondateur d'une secte samaritaine, souvent supposée être gnostique. Dans les Homélies pseudo-clémentines (Homélies II) il est présenté comme un disciple de Jean le Baptiste aux côtés de Simon le Mage,. Jean le Baptiste, qualifié d'« hémérobaptiste »(Homélies II, 23), est le maître de trente disciples, en référence au nombre de jours d'un mois lunaire. Dans la littérature pseudo-clémentine, Dosithée apparaît comme le rival de Simon le magicien.  Certains auteurs estiment qu'il est l'un des fondateurs du mandéisme, existant encore marginalement aujourd'hui en Irak et en Syrie.
Dosithée s'appliquait à lui-même les prophéties d'annonce d'un Messie, comme le faisait Jésus, son contemporain. Il observait la circoncision, jeûnait et recommandait la virginité. Poursuivi par « les Juifs », il se serait retiré dans une caverne, où il se serait laissé mourir de faim. Selon les auteurs catholiques, des groupements se réclamaient encore de lui au IVe siècle. 
Les hérésiologues chrétiens le classent parmi les gnostiques. On peut remarquer à ce propos qu'un texte gnostique retrouvé à Nag Hammadi, les Trois Stèles de Seth, est attribué à Dosithée. 

## Sources juives et chrétiennes
Il vivait probablement au Ier siècle de l'ère chrétienne. Irénée de Lyon fait de Simon le Mage (« disciple de Dosithée ») la racine de toutes les « hérésies » chrétiennes. Cette affirmation relève toutefois plus de la théologie que d'une analyse historique. Selon le pseudo-Tertullien, il aurait été le premier à rejeter les livres des Prophètes, c'est-à-dire qu'il ne reconnaissait comme écriture sacrée que la Torah (les 5 premiers livres de la Bible). Cette reconnaissance de la seule Torah est une position traditionnelle des Samaritains. Jérôme de Stridon raconte à peu près la même chose. Hippolyte commence son énumération de trente-deux « hérésies » en citant « Dositheos », ce qui confirme la position théologique des autres hérésiologues chrétiens, qui voient dans ce mouvement une origine unique à toutes les « hérésies ».

## Jean Baptiste, Dosithée et les Mandéens
Selon la tradition des mandéens, leur communauté se serait formée autour de Jean Baptiste. Ils pourraient faire partie de ceux qui ne se sont pas ralliés à Jésus. Selon eux, et notamment le Haran-Gawaita, leur départ de Palestine aurait eu lieu en 37-38,.
Robert Eisenman fait remarquer que cela suit de peu la répression que Ponce Pilate fait subir à un groupe de Samaritains qui se sont regroupés en prenant leurs armes sur le mont Garizim en suivant un leader dont Flavius Josèphe refuse de donner le nom, mais que certains Pères de l'Église appellent Dositheos, peut-être Dosithée qui, selon de nombreux auteurs chrétiens antiques, aurait tenté de succéder à Jean le Baptiste après son exécution, car il était l'un de ses trente disciples. Finalement, c'est Simon le Mage qui aurait pris la tête des baptistes refusant de reconnaître Jésus comme Messie et qui avaient pu rester en Palestine.

## Sources
Cet article comprend des extraits du Dictionnaire Bouillet. Il est possible de supprimer cette indication, si le texte reflète le savoir actuel sur ce thème, si les sources sont citées, s'il satisfait aux exigences linguistiques actuelles et s'il ne contient pas de propos qui vont à l'encontre des règles de neutralité de Wikipédia.